# Pokaniewo-Kolonia
Pokaniewo-Kolonia (dawn. Pokaniewo-Awule) – kolonia w Polsce położona w województwie podlaskim, w powiecie siemiatyckim, w gminie Milejczyce.
W latach 1975–1998 miejscowość administracyjnie należała do województwa białostockiego.
Wierni kościoła rzymskokatolickiego należą do parafii św. Stanisława w Milejczycach.